# Heggenranklieveheersbeestje
Het heggenranklieveheersbeestje (Henosepilachna argus) is een kever uit de familie van de lieveheersbeestjes (Coccinellidae). De wetenschappelijke naam van de soort is als Coccinella argus gepubliceerd door Geoffroy in 1762.

## Beschrijving
Het heggenranklieveheersbeestje is oranjerood met twaalf stippen die goed verspreid zijn over de dekschilden. 